# Butchered at Birth
Butchered At Birth – drugi album amerykańskiej grupy deathmetalowej Cannibal Corpse. Wydany został w 1991 roku nakładem Metal Blade Records.
Album był zakazany w Niemczech aż do czerwca 2006 roku z powodu krwawej okładki. Pierwsze wydanie CD było owinięte w biały rzeźniczy papier, z logiem zespołu i nazwą zespołu napisaną czerwonym atramentem. Okładka Butchered at Birth zawierała także skargę policji w Ontario (w Kanadzie), która ostrzegła sprzedawców by nie sprzedawali płyty osobom poniżej 18 lat.

## Lista utworów
Opracowano na podstawie materiału źródłowego.
| Nr  | Tytuł utworu                | Muzyka i słowa                                                      | Długość |
| --- | --------------------------- | ------------------------------------------------------------------- | ------- |
| 1.  | „Meat Hook Sodomy”          | Chris Barnes, Jack Owen, Bob Rusay, Alex Webster, Paul Mazurkiewicz | 5:47    |
| 2.  | „Gutted”                    | Chris Barnes, Jack Owen, Bob Rusay, Alex Webster, Paul Mazurkiewicz | 3:15    |
| 3.  | „Living Dissection”         | Chris Barnes, Jack Owen, Bob Rusay, Alex Webster, Paul Mazurkiewicz | 3:59    |
| 4.  | „Under The Rotted Flesh”    | Chris Barnes, Jack Owen, Bob Rusay, Alex Webster, Paul Mazurkiewicz | 5:04    |
| 5.  | „Covered with Sores”        | Chris Barnes, Jack Owen, Bob Rusay, Alex Webster, Paul Mazurkiewicz | 3:15    |
| 6.  | „Vomit The Soul”            | Chris Barnes, Jack Owen, Bob Rusay, Alex Webster, Paul Mazurkiewicz | 4:29    |
| 7.  | „Butchered at Birth”        | Chris Barnes, Jack Owen, Bob Rusay, Alex Webster, Paul Mazurkiewicz | 2:44    |
| 8.  | „Rancid Amputation”         | Chris Barnes, Jack Owen, Bob Rusay, Alex Webster, Paul Mazurkiewicz | 3:16    |
| 9.  | „Innards Decay”             | Chris Barnes, Jack Owen, Bob Rusay, Alex Webster, Paul Mazurkiewicz | 4:38    |
| 10. | „Covered with Sores (live)” |                                                                     |         |
|     |                             |                                                                     | 36:27   |

## Twórcy
Opracowano na podstawie materiału źródłowego.

- Chris Barnes – śpiew
- Jack Owen – gitara
- Bob Rusay - gitara
- Alex Webster – gitara basowa
- Paul Mazurkiewicz – perkusja
- Glen Benton – gościnnie śpiew (utwór „Vomit The Soul”)
- Scott Burns – inżynieria dźwięku, produkcja muzyczna
- Eddie Shreyer - mastering
- Vincent Locke - logo
- Joe Giron - zdjęcia
- Brian Ames - oprawa graficzna